# Eretmapodites parvipluma
Eretmapodites parvipluma är en tvåvingeart som beskrevs av Graham 1941. Eretmapodites parvipluma ingår i släktet Eretmapodites och familjen stickmyggor. Inga underarter finns listade i Catalogue of Life.